# Stigmella alaurulenta
Stigmella alaurulenta là một loài bướm đêm thuộc họ Nepticulidae. Nó là loài duy nhất được tìm thấy ở Honshu in Nhật Bản.
Adults were được tìm thấy ở giữa tháng 5. There are probably two or more generations per year.
Ấu trùng ăn Malus sieboldii. Chúng ăn lá nơi chúng làm tổ.